# Henry Doulton
Pour les articles homonymes, voir Doulton.
Sir Henry Doulton (25 juillet 1820 – 18 novembre 1897) est un entrepreneur anglais, inventeur et fabricant de poterie. Il a participé au développement de l'entreprise familiale Royal Doulton.

## Invention et recherche
Le filtre en céramique qui a été inventé par Henry Doulton en 1827 a servi à combattre et éradiquer une épidémie de choléra et de typhoïde.

## Dates et évènements
Il est né le 25 juillet 1820 à Vauxhall.
En 1827 (à l'âge de 7 ans), Henry Doulton a développé des filtres céramiques pour enlever des bactéries de l'eau potable dans un contexte où la Tamise était lourdement contaminée, ce qui faisait croître les épidémies de typhoïde et de choléra.[réf. nécessaire]
En 1835, à l'âge de 15 ans, il devient apprenti dans l'entreprise de poterie de son père John Doulton située a Lambeth comme tous ses frères avant lui.
En 1835, la Reine Victoria, consciente des dangers pour sa santé, de son eau potable pas assez propre, a demandé à la société Doulton de produire un filtre à eau pour la Maison du roi.
Studieux, il passe deux ans à l'University College School où il développe son goût pour la littérature.
Il se marie en 1849 a la fille de M. J. L. Kennaby.
Il meurt à Londres le 18 novembre 1897. Sa dépouille repose actuellement dans un mausolée au cimetière de West Norwood dans le quartier de Lambeth.